# Casa Rural Quinhentista
A Casa Rural Quinhentista, também referida como Casa dos Melos, localiza-se na zona histórica da freguesia da Pampilhosa (Pampilhosa-Alta), no Município da Mealhada, Distrito de Aveiro, em Portugal.

## História
Trata-se de um exemplar de arquitetura civil erguido no século XVI, como celeiro das freiras do Mosteiro de Lorvão.
Com a extinção das ordens religiosas masculinas (1834) passou a ser conhecido como "Casa Melo".
Encontra-se referenciada no Inventário Artístico de Portugal da Academia de Belas Artes.
Encontra-se classificado como Imóvel de Interesse Concelhio desde 1980 pelo Instituto Português do Património Cultural, e como Imóvel de Interesse Público desde 1983.
Objeto de recuperação estrutural, é atualmente administrada pelo Grupo Etnográfico de Defesa do Património e Ambiente de Pampilhosa (GEDEPA), compreendendo os núcleos museológicos do Museu Etnográfico, Museu do Porco e outros espaços com vocação para exposições temporárias.

## Características
Caracteriza-se por uma escadaria exterior com uma varanda sobre pilares de pedra e um celeiro de construção posterior.